# 許讚
許讚（1473年—1548年），字廷美，號松皋，河南河南府陝州靈寶縣人，明朝政治人物，弘治丙辰進士，嘉靖時累官刑部尚书、户部尚书、吏部尚书。

## 生平
許進第三子。許誥之弟，許論之兄。弘治八年（1495年）乙卯科河南鄉試第五名舉人，九年（1496年）聯捷丙辰科進士。任大名府推官，十五年（1502年）任陝西道監察御史，避父職，正德二年（1507年）十一月改翰林院编修。其父被刘瑾迫害，許讚受牵连贬官，出为临淄县知县，丁父忧，服阕，升浙江按察司佥事，升副使，理海道，十四年（1519年）七月改山西督学副使，又调山东副使。
明世宗繼位，十六年（1521年）八月升四川布政使司右參政，升四川按察使、浙江右布政使，嘉靖四年（1525年）八月轉浙江左布政使，入為光祿寺卿，六年（1527年）九月升刑部右侍郎，以辨疑獄知名。七年（1528年）七月升刑部左侍郎。後因刑部尚書高友璣被彈劾，八年（1529年）任刑部尚書，檢舉揭發多起貪污賄賂。十年（1531年）改任戶部尚書，後母喪歸省，服未闋，十四年（1535年）任吏部尚書，加少保兼太子太保。二十二年（1543年）入閣兼文淵閣大學士，與禮部尚書張璧、嚴嵩一同參與機務，“政事尽決于嵩”，加少傅，再三上疏，自請退休。贈少師，諡文簡。築有花園口，位於鄭州北郊的黃河岸邊，佔地540畝，遍植奇花異木。

## 著作
著有《松皋集》26卷、《读史诗论》、《五经臆说》、《诸苗奏议》等。

## 家族
先世有許威者仕元为兵马元帅，西征过灵宝，爱其土风家焉。八传至教谕許聚，生太子少保吏部尚书谥襄毅许进，娶张氏，继娶高氏，生八子：許詔、許誥、許讚、許記、許詩、許詞、許誌、許論。